# Aleksander Sochaczewski

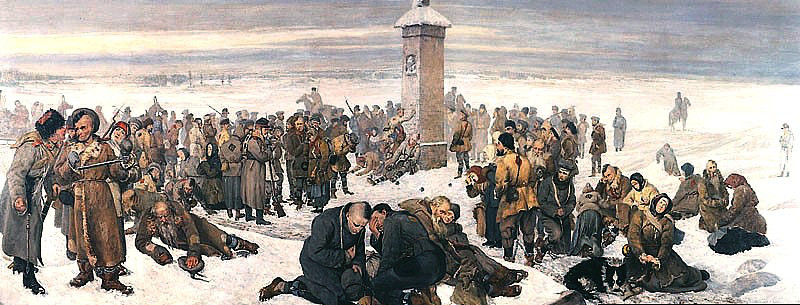
Adiós a Europa (1894), por Aleksander Sochaczewski. El pintor está representado cerca del obelisco, a la derecha.

Aleksander Sochaczewski (3 de marzo de 1843, Iłów, Zarato de Polonia-15 de abril de 1923, Biedermannsdorf, Austria), nacido como Lejb Sonder, fue un pintor romántico polaco de origen judío. 
Participó en el Levantamiento de Enero polaco (1863) contra el Imperio ruso y fue deportado a Siberia.
Sochaczewski es conocido por sus pinturas de la revuelta, de la deportación y de la kátorga siberiana. Tomó parte del Levantamiento de los exiliados políticos polacos en Siberia.